# Paridea breva
Paridea breva es una especie de insecto coleóptero de la familia Chrysomelidae.
Fue descrita en 1963 por Gressitt & Kimoto.